# Adobe RGB

Diagramme de chromaticité CIE 1931 xy montrant l'espace colorimétrique Adobe RVB. Le point blanc D65 est indiqué au centre.

Adobe RVB est un espace de couleur Rouge Vert Bleu (RVB) créé par Adobe Systems en 1998. Il a été conçu pour les graphistes dont le travail sur écran se destine à l'impression.

## Présentation
Le codage de couleurs sRGB antérieur à Adobe RGB, englobe un peu moins de la moitié de la totalité des couleurs visibles, qui ont toutes une représentation dans l'espace CIE 1931. Son rapport avec cet espace se fonde sur les écrans d'ordinateurs à tube cathodique, hérités de ceux de la télévision en couleurs. Les écrans actuels peuvent reproduire un plus grand nombre de couleurs, mais la norme ramène le codage à la portion commune. On ramène dans cette zone les couleurs en réduisant la saturation ou la luminosité. Le profil ICC du codage Adobe RGB définit la méthode.
Adobe a proposé de coder les couleurs, dans un espace plus grand, en adoptant une couleur primaire verte décalée vers le bleu. Les deux autres primaires sont inchangées.

## Spécifications
Dans Adobe RVB, les couleurs sont spécifiées comme des triplets (R,G,B), où la valeur de R, G et B varie de 0 à 1. Ces valeurs peuvent être encodées soit en nombres entiers, et dans ce cas la valeur s'exprime en fractions du maximum codable, soit en nombres à virgule flottante. Dans ce cas, la spécification n'admet pas les valeurs hors de l'intervalle entre 0 et 1. Ces valeurs qui permettraient de coder des couleurs hors de la gamme de couleurs Adobe RVB pourraient être obtenues lors d'opérations de conversion d'espace de couleur.
Lors de l'affichage sur un écran, la chromaticité du point blanc (1,1,1), du point noir (0,0,0) et des couleurs primaires (1,0,0), etc. sont spécifiées. De plus, la luminance de l'écran doit être 160 cd m−2 au point blanc et  0,555 7 cd m−2 au point noir, ce qui implique un rapport de contraste de 287,9. L'environnement de l'écran est de 32 lx.
Comme pour RVBn, les composantes des valeurs RVB d'Adobe RBB ne sont pas proportionnelles aux luminances. Au contraire, on suppose un gamma de 2,2, sans le segment linéaire proche de zéro qui est présent dans RVBn. La valeur précise du gamma est 563/256, ou 2,199 218 75.
Adobe RVB couvre 52,1 % du système colorimétrique CIE XYZ.
Le point blanc correspond à D65. La chromaticité des couleurs primaires et du point blanc sont comme suit :
| couleur | x      | y      |
| ------- | ------ | ------ |
| rouge   | 0,6400 | 0,3300 |
| vert    | 0,2100 | 0,7100 |
| bleu    | 0,1500 | 0,0600 |
| blanc   | 0,3127 | 0,3290 |

### Encodage
Les fichiers d'images encodées avec Adobe RVB doivent le mentionner dans leurs en-tête informatiques.

### Au-delà de l'espace des couleurs
Au-delà des spécifications de l'espace des couleurs, Adobe prévoit des conditions pour les écrans et l'environnement de travail.
- La luminance de l'écran doit être 160 cd m−2 au point blanc et  0,555 7 cd m−2 au point noir, ce qui implique un rapport de contraste de 287,9.
- L'environnement de l'écran est une pénombre à 32 lx, écran éteint. Toutes les surfaces entre l'opérateur et l'écran doivent être éclairées avec une lumière de la même chromaticité que l'illuminant D65 (le blanc de l'écran).
- Le pourtour de l'écran doit être gris neutre et éclairé pour que sa luminance soit 20 % de celle du point blanc.
- L'opérateur est placé à une distance égale à la diagonale de l'écran.

Dans ces conditions, Adobe RVB spécifie les mesures colorimétriques des couleurs obtenues, et donne les matrices de conversion pour passer de l'espace Adobe RVB à l'espace CIE XYZ.